# Clasamentul marcatorilor din toate timpurile în SuperLiga României
Acesta este clasamentul celor mai buni 55 de marcatori din toate timpurile din SuperLiga României.

## Topul marcatorilor
La 16 August 2025.
| Poz. | Țara    | Nume                | Perioada  | Goluri | Meciuri | Ratio |
| ---- | ------- | ------------------- | --------- | ------ | ------- | ----- |
| 1    | România | Dudu Georgescu      | 1970–1986 | 252    | 370     | 0.68  |
| 2    | România | Ionel Dănciulescu   | 1993-2013 | 214    | 515     | 0.41  |
| 3    | România | Rodion Cămătaru     | 1974–1989 | 198    | 377     | 0.52  |
| 4    | România | Marin Radu          | 1974–1989 | 190    | 384     | 0.49  |
| 5    | România | Ion Oblemenco       | 1964–1975 | 170    | 272     | 0.62  |
| 6    | România | Florea Dumitrache   | 1965–1984 | 170    | 358     | 0.47  |
| 7    | România | Mircea Sandu        | 1970-1987 | 167    | 407     | 0.41  |
| 8    | România | Victor Pițurcă      | 1975–1989 | 166    | 281     | 0.59  |
| 9    | România | Mihai Adam          | 1962-1976 | 160    | 353     | 0.45  |
| 10   | România | Titus Ozon          | 1947–1964 | 157    | 278     | 0.56  |
| 11   | România | Claudiu Niculescu   | 1998-2012 | 156    | 326     | 0.48  |
| 12   | România | Anghel Iordanescu   | 1968-1982 | 155    | 317     | 0.49  |
| 13   | România | Marcel Coraș        | 1977-1995 | 146    | 408     | 0.35  |
| 14   | România | Gheorghe Constantin | 1949-1969 | 145    | 258     | 0.56  |
| 15   | România | Mircea Dridea       | 1956-1971 | 142    | 272     | 0.52  |
| 16   | România | Gheorghe Hagi       | 1982-1990 | 141    | 223     | 0.63  |
| 17   | România | Ioan Petcu          | 1977-1990 | 135    | 363     | 0.37  |
| 18   | România | Ion Vlădoiu         | 1987-2003 | 130    | 324     | 0.40  |
| 19   | România | Ștefan Dobay        | 1930-1941 | 127    | 153     | 0.83  |
| 20   | România | Gheorghe Vaczi      | 1946-1957 | 126    | 194     | 0.65  |
| 21   | România | Dorin Mateuț        | 1981-1996 | 124    | 281     | 0.44  |
| 22   | România | Florea Voinea       | 1961-1975 | 117    | 251     | 0.46  |
| 23   | România | Septimiu Câmpeanu   | 1974-1988 | 117    | 277     | 0.42  |
| 24   | România | Gheorghe Ene II     | 1956-1968 | 116    | 227     | 0.51  |
| 25   | România | Andrei Cristea      | 2002-2022 | 114    | 398     | 0,28  |
| 26   | România | Iuliu Bodola        | 1932-1946 | 112    | 153     | 0.73  |
| 27   | România | Ionel Augustin      | 1975-1988 | 111    | 388     | 0.28  |
| 28   | România | Nicolae Dobrin      | 1962-1983 | 111    | 408     | 0.27  |
| 29   | România | Gheorghe Mulțescu   | 1971-1987 | 110    | 407     | 0.27  |
| 30   | România | Emerich Dembrovschi | 1967-1981 | 108    | 386     | 0.28  |
| 31   | România | Ion Ionescu         | 1960–1970 | 107    | 184     | 0.58  |
| 32   | România | Sorin Cârțu         | 1976-1989 | 107    | 283     | 0.37  |
| 36   | România | Florin Tănase       | 2014-     | 106    | 301     | 0.35  |
| 33   | România | Alexandru Ene I     | 1948-1960 | 105    | 179     | 0.58  |
| 34   | România | Nicolae Dică        | 2000–2014 | 104    | 295     | 0.35  |
| 35   | România | Marius Lăcătuș      | 1982-2000 | 103    | 414     | 0.24  |
| 37   | România | Iuliu Baratky       | 1933-1948 | 100    | 155     | 0.64  |
| 38   | România | Ladislau Brosovszky | 1968-1979 | 100    | 314     | 0.32  |
| 39   | România | Petre Bădeanțu      | 1946-1956 | 99     | 218     | 0.45  |
| 40   | România | Marius Niculae      | 1996-2015 | 96     | 221     | 0.44  |
| 41   | România | Iosif Kovács        | 1940-1958 | 95     | 201     | 0.47  |
| 42   | România | Constantin Frățilă  | 1960-1975 | 95     | 221     | 0.43  |
| 43   | România | Marcel Răducanu     | 1973-1981 | 94     | 229     | 0.41  |
| 44   | România | Ion Alecsandrescu   | 1947-1962 | 93     | 197     | 0.47  |
| 45   | România | Alexandru Neagu     | 1966-1977 | 93     | 254     | 0.36  |
| 47   | România | Denis Alibec        | 2008-     | 93     | 257     | 0.35  |
| 46   | România | Marian Bâcu         | 1981-1992 | 92     | 230     | 0.40  |
| 48   | România | Constantin Budescu  | 2010-     | 90     | 295     | 0.31  |
| 50   | România | Ciprian Deac        | 2006-     | 90     | 427     | 0.21  |
| 49   | România | Gheorghe Bucur      | 2001-2009 | 89     | 195     | 0.45  |
| 51   | România | Silviu Bindea       | 1932-1946 | 88     | 159     | 0.55  |
| 52   | România | Iosif Petschovschi  | 1940-1961 | 88     | 277     | 0.31  |
| 53   | România | Viorel Năstase      | 1970-1979 | 87     | 193     | 0.44  |
| 54   | România | László Bölöni       | 1971-1987 | 86     | 484     | 0.17  |
| 55   | România | Cristian Coroian    | 1996-2011 | 86     | 365     | 0.23  |
| 57   | România | Alexandru Mitrita   | 2012-     | 66     | 171     | 0.39  |